# Equipo azul
Un equipo azul es un grupo de personas que realizan un análisis de sistemas de información para garantizar la seguridad, identificar fallas de seguridad, verificar la efectividad de cada medida de seguridad y asegurarse de que todas las medidas de seguridad continúen siendo efectivas después de la implementación.

## Historia
Como parte de la iniciativa de defensa de la seguridad informática de los Estados Unidos, se desarrollaron equipos rojos para explotar otras entidades maliciosas que les harían daño. Como resultado, se desarrollaron equipos azules para diseñar medidas defensivas contra tales actividades de equipo rojo.

## Respuesta a incidentes
Si ocurre un incidente dentro de la organización, el equipo azul realizará los siguientes seis pasos para manejar la situación:
1. Preparación
2. Identificación
3. Contención
4. Erradicación
5. Recuperación
6. Lecciones aprendidas[3]

### Endurecimiento del sistema operativo
En preparación para un incidente de seguridad informática, el equipo azul realizará técnicas de endurecimiento en todos los sistemas operativos de la organización.

### Defensa perimetral
El equipo azul siempre debe tener en cuenta el perímetro de la red, incluido el flujo de tráfico, el filtrado de paquetes, los firewalls proxy y los sistemas de detección de intrusos.

### Instrumentos
Los equipos azules emplean una amplia gama de herramientas que les permiten detectar un ataque, recopilar datos forenses, realizar análisis de datos y realizar cambios para amenazar ataques futuros y mitigar amenazas. Las herramientas incluyen:

#### Gestión y análisis de registros
- AlienVault
- FortiSIEM
- Graylog
- InTrust (Quest Software)
- LogRhythm
- NetWitness
- Qradar
- Metasploit
- SIEMonster
- SolarWinds
- Splunk

#### Tecnología de gestión de eventos e información de seguridad (SIEM)
El software SIEM admite la detección de amenazas y la respuesta a incidentes de seguridad mediante la recopilación de datos en tiempo real y el análisis de eventos de seguridad. Este tipo de software también utiliza fuentes de datos fuera de la red, incluidos indicadores de compromiso (IoC) de inteligencia de ciberamenazas.